# 몬트 (음악 그룹)
몬트(M.O.N.T)는 에프엠엔터테인먼트 소속의 대한민국의 보이 밴드이다. 처음에 리더 나라찬, 래퍼 로다, 메인보컬 빛새온에 의해 결성되었다. 2017년, 몬트는 디지털 싱글 Sorry를 발매했고 JTBC의 서바이벌 리얼리티쇼 믹스나인에 경쟁팀으로 참여했다. 미니앨범 Going Up과 Awesome Up을 2019년 발매했다.

## 구성원
- 나라찬 - 리더
- 로다 - 래퍼
- 빛새온 - 메인보컬

## 디스코그래피

### EP 앨범
- Going Up
- Awesome Up!
- Listen Up!
- IDGAF